# Плеттенберг-Бей
Плеттенберг-Бей (англ. Plettenberg Bay, африк. Plettenbergbaai) — город в районном муниципалитете Гарден-Рут Западно-Капской провинции ЮАР. Административный центр местного муниципалитета Биту.

## Население
По данным переписи населения ЮАР 2011 года, численность населения составляла 6 475 человек. При площади города 35,16 кв км, плотность населения составляла 181,14 чел на кв.км. Количество домохозяйств — 2 337, плотность домохозяйств — 66,46 на кв км. Половой состав: женщины — 53%, мужчины — 47%. Группы населения: белые южноафриканцы — 78%, народы банту Южной Африки — 15%, цветные Южной Африки — 4%. Родные языки: английский — 57%, африкаанс — 32%, коса — 5%.